# Togoré-Coumbé
Togoré-Coumbé is een gemeente (commune) in de regio Mopti in Mali. De gemeente telt 27.600 inwoners (2009).